# Siwa Dolina (Tomaszów Lubelski)
Siwa Dolina – część miasta Tomaszów Lubelski w Polsce położony w województwie lubelskim, w powiecie tomaszowskim, w gminie miasto Tomaszów Lubelski.
W latach 1975–1998 miejscowość administracyjnie należała do województwa zamojskiego.
W 2018 otwarto w pobliżu (przy siedzibie Nadleśnictwa Tomaszów) Leśne Arboretum 100-lecia Odzyskania Niepodległości.